# Pancho Villa

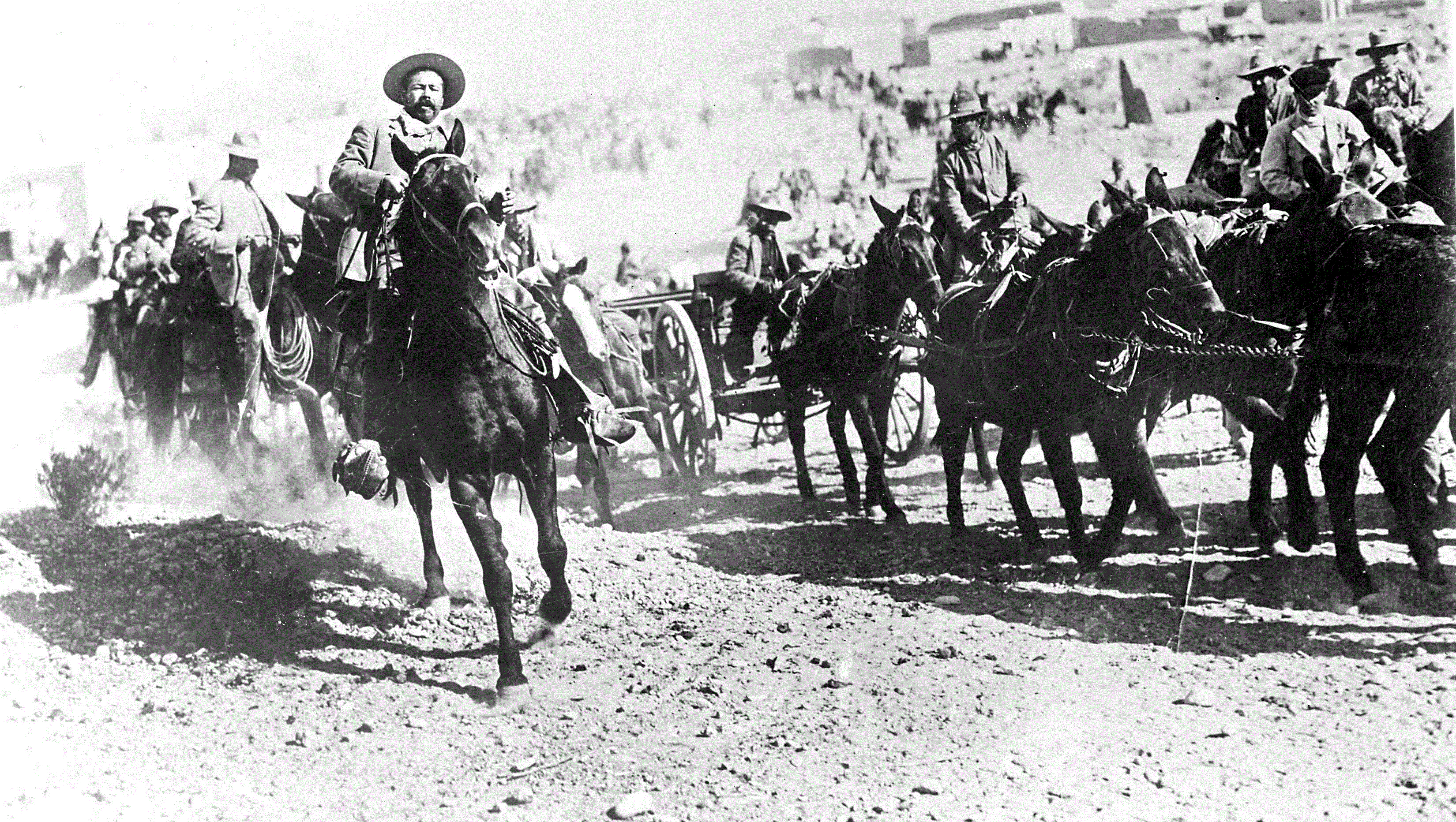
Pancho Villa na czele Dywizji Północnej.

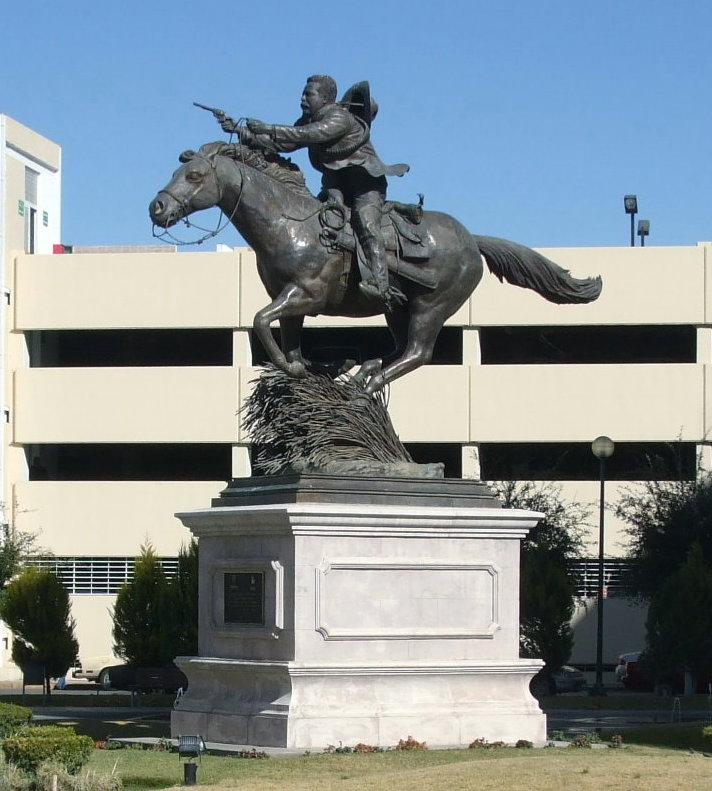
Pomnik Pancho Villi w Chihuahua.

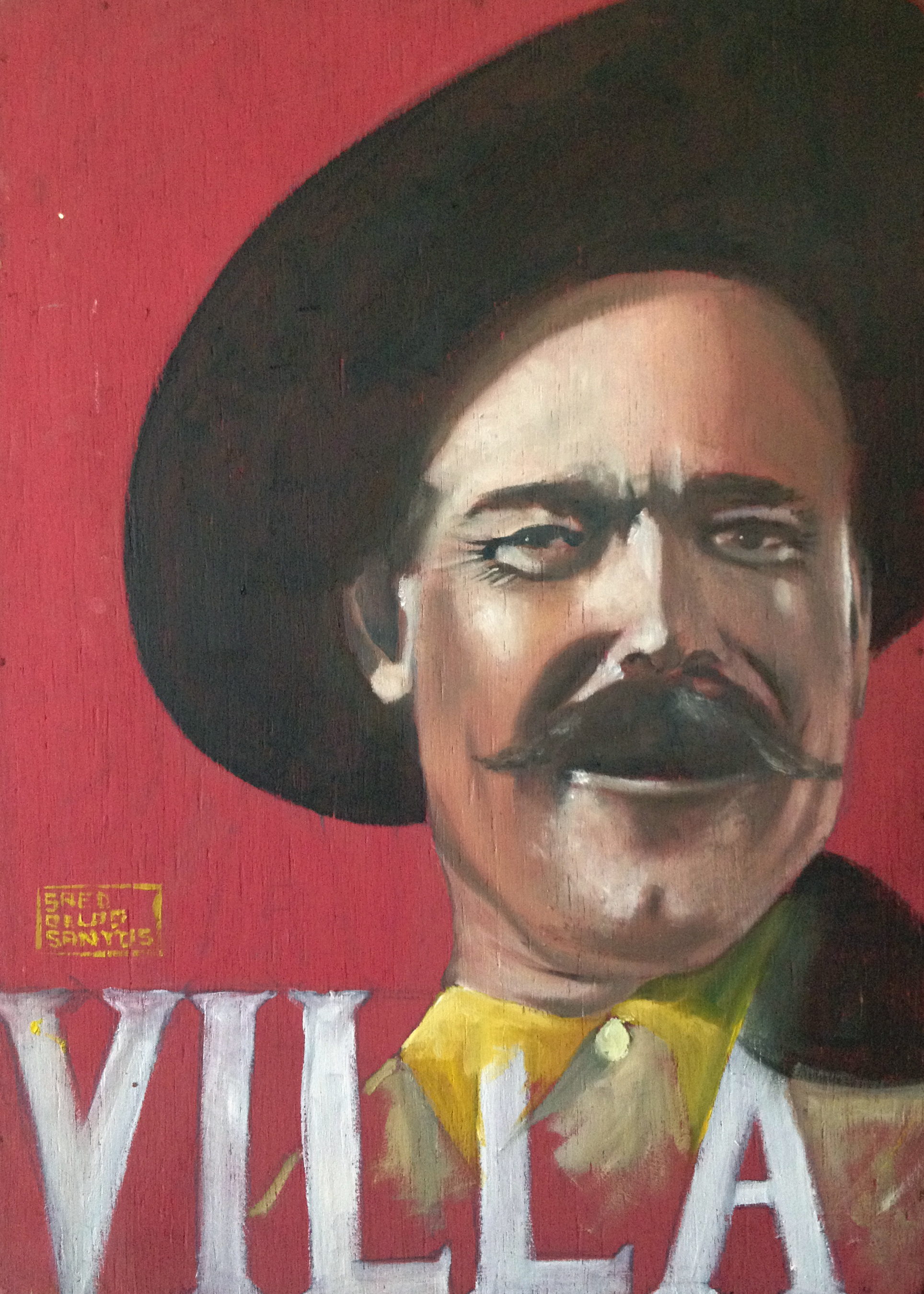
Portret Pancho Villi, olej na desce.

Francisco (Pancho) Villa, właśc. José Doroteo Arango Arámbula (ur. 5 czerwca 1878 w Hacienda de Río Grande; zm. 20 lipca 1923 w Parral) – meksykański przywódca partyzantki chłopskiej, generał z okresu rewolucji meksykańskiej. Przeciwnik reżimów Porfiria Díaza i Victoriana Huerty. Przez Meksykanów jest uważany za bohatera, charyzmatycznego rewolucjonistę i generała o wybitnych zdolnościach taktycznych, natomiast w Stanach Zjednoczonych stał się ulubieńcem filmowców .

## Życiorys

### Dzieciństwo
Villa był synem robotnika rolnego Agustína Arango i Micaelli z domu Arambula. Po śmierci ojca w 1892 został głową rodziny, pomagając matce i rodzeństwu. Miał dwóch braci: Antonia i Hipolita oraz dwie siostry: Marianitę i Martinę. Początkowo pracował jako drwal a później pomagał handlarzowi Pablo Valenzueli. Wędrując z nim poznał dobrze okolice Durango i nauczył się rachunków. Wspominając dzieciństwo stwierdził: Tragedia mojego życia rozpoczęła się 22 września 1894 roku. W tym dniu mszcząc się za gwałt na swojej dwunastoletniej siostrze, zastrzelił właściciela posiadłości ziemskiej, w której był zatrudniony. W obawie przed aresztowaniem uciekł w góry Sierra de la Silla. Jako wyjęty spod prawa był ścigany i po kilku miesiącach został schwytany i uwięziony w San Juan del Rio. Po ucieczce był ścigany przez oddział policji. Kiedy w zasadzce zastrzelił trzech uczestników pościgu jego nazwisko stało się głośne, dlatego ze względów bezpieczeństwa postanowił je zmienić. Przybrał nazwisko dziadka Jesusa Villi i od tego czasu występował jako Francisco Villa. W tym czasie stanął na czele grupy przestępczej, napadającej na bogate hacjendy oraz kopalnie. Nadmiarem pieniędzy Villa wspomagał rodzinę i biednych.

### Rewolucja meksykańska
W 1909 r. Villa przyłączył się do Francisco Madery, który rozpoczął walkę o władzę z dyktatorem Porfirio Díazem (był to początek rewolucji meksykańskiej). Villa wprawdzie nie posiadał formalnego wykształcenia, ale umiał czytać i pisać, ponadto przejawiał duże zdolności dowódcze i organizacyjne. Dzięki znajomości terenu i charakteru ludności zamieszkującej północny Meksyk, udało mu się stworzyć duży oddział zbrojny, który pozostawał do jego dyspozycji. Gdy Madero pokonał Diaza, Villa nie rozpuścił swoich ludzi i oczekiwał na dalszy rozwój wydarzeń.
W 1912 r., w czasie powstania wywołanego przez Pascuala Orozco, Villa służył w wojsku pod rozkazami gen. Victoriano Huerty. Huerta, chcąc się pozbyć niewygodnego podwładnego, po aresztowaniu oddał go pod sąd wojenny z powodu niesubordynacji. Wyroku sądu wojennego skazującego Pancho Villę na śmierć nie zatwierdził prezydent Madero, w związku z czym aresztant został odesłany do więzienia w stolicy. W listopadzie Villi udało się zbiec, a następnie przedostać się do Stanów Zjednoczonych. Z USA powrócił 13 marca przekraczając konno razem z ośmioma towarzyszami graniczną rzekę Rio Grande i rozpoczynając walkę o Meksyk. Dzięki zdobytej sławie stworzył kilkutysięczny oddział, który nazwał „Dywizją Północną” (División del Norte). Później zawarł porozumienie z Venustiano Carranzą, które dotyczyło wytępienia z Meksyku: plutokracji, soldateski i klerykalizmu. Razem z Carranzą wystąpił zbrojnie przeciwko coraz bardziej represyjnym rządom Huerty. Ponownie wykazał się dużym talentem wojskowym, wygrywając kilka bitew z wojskami federalnymi i opanowując stan Chihuahua. W grudniu 1913 r. Villa został mianowany gubernatorem stanu Chihuahua. W czerwcu 1914 r. z siłami Carranzy zdecydowanie pokonał Huertę. Następnie obydwaj zwycięzcy wkroczyli triumfalnie do miasta Meksyk.
Niedługo później, między Villą i Carranzą zaczął narastać coraz większy konflikt. Villa został zmuszony do opuszczenia stolicy, a towarzyszył mu inny przywódca chłopski – Emiliano Zapata. Carranza zadał oddziałom Zapaty i Villi kilka poważnych klęsk i zmusił ich do wycofania się w góry. Villa został odizolowany na północy a Zapata na południu.

### Incydent graniczny
Villa rozgoryczony mieszaniem się Stanów Zjednoczonych Ameryki w wewnętrzne sprawy Meksyku, w 1916 przekroczył granice USA i uderzył na miasteczko Columbus w stanie Nowy Meksyk. W czasie walk zginęło 17 Amerykanów: ośmiu żołnierzy i dziewięciu cywilów. Villa uzasadniał swój atak wsparciem materialnym (głównie uzbrojenie) i politycznym, udzielanym Carranzie przez USA. W odpowiedzi na to prezydent Woodrow Wilson wysłał przeciw niemu korpus liczący 6 tysięcy żołnierzy, pod dowództwem gen. Johna Pershinga. Villa sprowokował Pershinga do 500-kilometrowego pościgu po górach, w których to on miał przewagę. W czasie pościgu Amerykanie przekroczyli granicę Meksyku. Obecność armii amerykańskiej na ziemi meksykańskiej spotkała się z potępieniem ze strony Carranzy, pomimo że ten był wrogiem Pancho Villi. W lutym 1917 rząd USA nakazał powrót karnej ekspedycji Pershinga. Operacja kosztowała 130 milionów dolarów i zakończyła się fiaskiem narażając prestiż Amerykanów na szwank, a przyczyniając się do budowy legendy Villi.
Villa i jego zwolennicy w swojej walce posługiwali się szeroko zakrojoną propagandą, na której cele między innymi wywłaszczali wielkich właścicieli ziemskich i rozdzielali zdobytą w ten sposób ziemię pomiędzy chłopów, aby zdobyć sobie ich przychylność. Ich łupem padały liczne pociągi, ponadto villiści drukowali własne pieniądze. Taktyka stosowana przez Villę cechowała się szybkością przemieszczania, dzięki użyciu kolei i kawalerii, ponadto Villa często wcielał do swoich oddziałów żołnierzy pokonanego przeciwnika.

### Zamach
Villa kontynuował walkę partyzancką przez cały czas pozostawania Carranzy u władzy. Po jego obaleniu i zamordowaniu w 1920 r. przez Rodolfo Herrerę, Pancho Villa otrzymał od nowej władzy zapewnienie, że nie będzie ścigany w zamian za wycofanie się z polityki. Wtedy też złożył broń i zaczął prowadzić spokojne życie na swoim ranczu w Canutillo, niedaleko Parral w stanie Chihuahua. Porozumienie dotyczyło też jego żołnierzy którzy w zamian za złożenie broni mieli otrzymać ziemię i roczny żołd.
Na ranczu, gdzie dla swojego bezpieczeństwa dysponował 50-osobową ochroną, Villa zbudował szpital, szkołę i pocztę. W 1923 r. Villa padł ofiarą zamachu. Grupą zamachowców kierował Jesús Salas Barrazas. Zamach przeprowadzono w czasie wyjazdu Villi z rancza do miasta. W zamachu zginęli wszyscy pasażerowie auta, którymi byli Villa i jego czterej ochroniarze. Istnieją przypuszczenia, że za zabójstwem stali ówcześni prominentni politycy – albo Plutarco Elías Calles, albo Alvaro Obregon. W trakcie swojej kariery rewolucyjnej Villa zyskał wielu wrogów i dlatego trudno jest ostatecznie przesądzać o tożsamości zleceniodawców likwidacji Villi.

## Upamiętnienie
W 2008 roku z okazji stulecia rewolucji meksykańskiej Bank Meksyku wyemitował upamiętniającą go monetę okolicznościową o nominale 5 peso.

## Postać Pancho Villi w kulturze
- Western z 1934 pt. Viva Villa w reżyserii Howarda Hawksa i Jacka Conwaya, nagrodzony Oscarem. W roli głównej Wallace Beery[potrzebny przypis].
- Western z 1955 pt. Skarby Pancho Villi w reżyserii Georga Shermana[11].
- Western z 1968 pt. Jedzie Villa w reżyserii Buzza Kulika. W roli głównej Yul Brynner[12].
- Western z 1972 pt. Pancho Villa w reżyserii Eugenio Martína. W roli głównej Telly Savalas[13].
- Dramat z 2003 pt. Pancho Villa we własnej osobie w reżyserii Bruce Beresforda. W roli głównej Antonio Banderas[14].